# 三河岛
39°6′42.09″N 117°43′22.16″E / 39.1116917°N 117.7228222°E
三河岛，又称炮台岛，是一人工无人岛，位于天津市滨海新区北塘街，为北塘炮台中的北营炮台原址所在地，是天津市唯一列入中国海岛名录的岛屿。三河岛现有面积1.59公顷，最高点海拔6.55米。因永定新河、潮白新河和蓟运河等三条河流于此汇流入渤海，故名。

## 现状概述
三河岛东临渤海，永定新河、潮白新河和蓟运河三条河在此汇流流入渤海。现有面积1.59公顷，周长563米，坡度在0至10度之间，最高点海拔6.55米。由于潮汐侵蚀、地面下沉和海面上升等因素的影响，三河岛的岸线不断后退，陆地面积不断缩小。三河岛对潮水和水流其阻挡作用，导致泥沙淤积在岛的四周，特别是在南北两个方向的淤积尤为严重，形成淤泥质潮滩。现在岛上有大量芦苇，不少鸟类在岛上栖息。岛上共有4处炮台遗迹，分布于岛的东北角、东侧、东南角和西南部，保存较为完好。岛的西南端有一处于20世纪60年代修建，但在1973年－1974年拓宽蓟运河时因爆破施工而被炸毁的碉堡遗迹。

## 形成历史

### 北塘炮台（1550年－1970年）
三河岛形成于明代嘉靖年间。1550年（明嘉靖二十九年），为防范倭寇，戚继光在修建大沽炮台的同时，在蓟运河河口两岸各修筑了一座炮台，即北营炮台和东大营炮台，三河岛即为北营炮台原址所在地。清政府曾先后三次重修、加固北塘炮台。在第二次鸦片战争中，英法联军在北塘登陆，占领了北塘炮台。
1900年，八国联军进攻大沽时，北塘炮台再次被占领。1901年，清廷与侵华的各西方列强签订《辛丑条约》。根据《辛丑条约》，大沽、北塘等炮台被迫拆除，北营炮台仅剩三合土地基。
20世纪60年代初，因国防原因，在北营炮台的四周修筑了钢筋混凝土碉堡群。
这一阶段为后来三河岛形成的奠定了基础。

### 人工岛形成（1970年－1974年）
为保证天津汛期泄洪，于1950年人工开挖了潮白新河，1970年到1971年开挖永定新河。
1973年，拓宽蓟运河河道时，因施工困难，遂将炮台遗址保留下来，形成一座位于永定新河、潮白新河和蓟运河三条河汇流处的的人工岛。

### 海岛形成（1974年－现在）
三河岛于1974年脱离陆地而形成。此后，由于潮汐和水流的作用，泥沙不断淤积在岛周围，形成了淤泥质潮滩。经八十年代初的“天津市海岸带资源调查”后，天津市地名委员会于1983年12月正式将其命名为“三河岛”。此后20余年，再无人登上过三河岛。

## 三河岛炮台
三河岛炮台（北营炮台，又称右营炮台），作为北塘炮台的一部分，在中国近代史上扮演过重要角色。1550年（明嘉靖二十九年），为防防倭寇，戚继光在修建大沽炮台的同时，在蓟运河河口两岸各修筑了一座炮台，即北营炮台和东大营炮台，使其成为扼守蓟运河口的北塘海防要塞。北营炮台所在地因地势较低，就以人工填土夯实为高地后修建。此后，北营炮台于道光二十年（1840年），咸丰八年至咸丰九年（1858年－1859年），光绪四年至光绪五年（1878年－1879年）经历了三次加固和重修，对营区土地填高，加固重修了防御设施。
在第二次鸦片战争中，由于大沽炮台难于攻取，英法联军便于1860年8月1日在防守薄弱的北塘登陆，并在此进行了北塘海战。英法联军占领了北塘炮台，继而从后侧包抄大沽炮台，大沽炮台失陷。继而英法联军长驱直入，劫掠了天津和北京。
1900年，八国联军进攻大沽时，北塘炮台再次被占领。1901年9月7日，清廷与侵华的各西方列强签订《辛丑条约》。条约第八款规定：“大清国国家应允将大沽炮台及有碍京师至海通道之各炮台，一律削平，现已设法照办”。此后，大沽、北塘等炮台被迫拆除，北营炮台仅剩三合土地基。

## 开发利用三河岛
北塘炮台遗址作为近现代重要史迹及代表性建筑已列入天津市塘沽区重点文物保护单位。
三河岛已被塘沽区列入旅游综合发展规划。

## 内部链接
中国岛屿